# Гари (Пермский район)
Гари — деревня в Пермском районе Пермского края. Входит в состав Хохловского сельского поселения.

## Географическое положение
Деревня расположена в правобережной части Пермского района, примерно в 2,5 км к востоку от административного центра поселения, деревни Скобелевка.

## Население
| 2010 |
| ---- |
| 2    |

## Улицы
- Живописная ул.
- Отдыха ул.

## Топографические карты
- Лист карты O-40-65 Пермь. Масштаб: 1 : 100 000. Издание 1979 г.